# Kubb
Kubb, kongespil, høvdingespil eller vikingespil er et traditionelt spil der handler om at vælte modstanderens kubber eller kegler. Spillet spilles bedst på græs, grus eller sand med mellem 2 og 12 spillere. Spillet består af 1 konge, som placeres midt på banen, og 5-6 kubber per hold. Derudover benyttes 6 kastepinde. Man har 3 runder.
I Norge er spillet kendt som kilkasting, og er kendt tilbage til midten aff 1800-tallet som børneleg og i konkurrencer mellem unge.
I den svenske Balcks idrottsbok (1886) beskrives et lignende spil kaldt kägelkrig: "Det är utan tvivel ett av de äldsta kägelspelen. [...] Vid krigsskolan har spelet övats under årtionden och hålles där ännu i anseende." 